# Dr. Consulta
O dr.consulta é uma rede de centros médicos que oferece consultas médicas, exames e serviços de saúde. A companhia foi idealizada em 2011 por Thomaz Srougi.

## Sobre
O dr.consulta iniciou suas operações na região de Heliópolis. Tem como seus investidores iniciais, Thomaz Srougi, um médico da Faculdade de Medicina Da USP e os integrantes da Galicia Investimentos.
Em junho de 2017 a rede disponibilizava consultas médicas em mais de 50 especialidades, consultas odontológicas, exames de laboratório e de imagem, check-ups e aplicação de vacinas. Nesta data são cerca de 40 endereços na região de São Paulo, Grande São Paulo, Santos e São Vicente.
Considerada por estudos como uma companhia de impacto social, a empresa recebeu dois prêmios Latam Founders (em 2016 e 2017) na categoria "Empresa mais impactante" e o reconhecimento Interbrand Breakthrough Brand 2017 como a única marca brasileira entre aquelas com grande potencial de liderança em seu setor.

## História

### A ideia
A iniciativa de criar a empresa surgiu de Thomaz Srougi, seu fundador, em sua temporada de estudos na Universidade de Chicago, depois de acompanhar a rotina e a vida de seu pai médico.

### Primeiras unidades
Em 2011, começa a operação do primeiro centro médico do dr.consulta em Heliópolis, na Zona Sul de São Paulo. No mesmo ano, também foi inaugurado o centro médico de São Mateus, na Zona Leste da cidade.
Em 2011 a clínica de São Matheus foi fechada, e no final de 2013 a clínica de Heliópolis conseguiu se sustentar financeiramente. A partir dai iniciou-se a expansão do novo modelo de saúde ambulatorial.
Em julho de 2014, houve a expansão de centros médicos com filiais em São Bernardo do Campo, atrás da estação de metrô Jabaquara e, no começo de novembro do mesmo ano, o centro médico Nove de Julho.
Em novembro de 2016, a empresa havia inaugurado mais 8 centros médicos, totalizando 20 unidades na capital paulista e na região do ABCD que realizavam 55 mil atendimentos por mês.
Em outubro de 2017, a companhia passou a contabilizar 45 centros médicos que atendem consultas e exames na Grande São Paulo, além de servir as cidades de Santos e São Vicente.

## Prêmios e reconhecimentos
2011 – Finalista no 2011 Alumni New Venture Contest da Harvard Business School
2015 – Trip Transformadores
2015 – Excelência em saúde pela revista Healthcare Management
2015 – Entre as 10 companhias de crescimento mais rápido no portfólio da Endeavor no mundo.
2015 – Men of the Year da revista GQ Brasil
2016 – Latam Founders Awards na categoria “empresa de maior impacto” 
2017 – Reconhecimento Interbrand Breakthrough Brands 2017
2017 – Latam Founders Awards na categoria “empresa de maior impacto”
2017 – Mais inovadoras na prestação de serviços ao cliente - 2º lugar na categoria saúde